# Faro Morro Niebla
El Faro Morro Niebla, también conocido como Faro Niebla y Faro Fuerte Niebla es un faro perteneciente a la red de faros de Chile. Se ubica en dependencias del Castillo de Niebla, en la Región de Los Ríos. Sobre la puerta del faro aparece el numeral 1900, año en que la estructura fue construida por Lever Murphy y Cía y montada por ingenieros de la Armada de Chile.